# Jan Slot (1795-1886)
Jan Slot (Koog aan de Zaan, 28 oktober 1795 - Meppel, 1 juni 1886) was een Nederlandse koopman en gemeentelijk politicus.

## Leven en werk
Slot werd gedoopt op 15 november 1795 als zoon van  Tijmen Slot en Anna Lindeman. Zijn uit Meppel afkomstige vader was vanaf 1794 predikant in Koog aan de Zaan, later in Meppel (1807) en Emden (1816). Slot trouwde in 1820 in Meppel met Maria de Jonge (1795-1877).
Slot vestigde zich als koopman in Groningen, waar hij woonde in het Huis met de vlasblommen aan de Hoge der A. Hij was ook politiek actief en werd gemeenteraadslid en wethouder in de stad. Nadat Gustaaf Willem Hendrik van Imhoff was benoemd tot raadsheer bij het Groninger gerechtshof en bij Koninklijk Besluit van 10 oktober 1852 ontslag kreeg als burgemeester, werd Slot waarnemend burgemeester. Bij Besluit van 24 februari 1853 werd hij benoemd tot burgemeester van de stad. 
Het burgemeesterschap van Slot was kennelijk geen groot succes. Zo gaf hij ooit aan dat politiemensen beter herkenbaar moesten zijn. Daartoe verordonneerde hij dat agenten eerste klasse één zilveren streep op de mouw moesten krijgen, die van tweede klasse twee, enzovoorts, zodat de laagsten in rang de meeste strepen zouden krijgen. Dit plan werd hem uit zijn hoofd gepraat. In de stad werd wel gezegd "dat zijn naam even kort was als zijn verstand". In december 1862 kreeg hij eervol ontslag. Na het overlijden van zijn vrouw verhuisde hij naar Meppel, waar hij in 1886 op 90-jarige leeftijd overleed.